# Париж интимный
Париж интимный — сборник А. И. Куприна (1870—1938), состоящий из романов «Жанета» и «Колесо времени», а также таких рассказов и очерков, как «Храбрые беглецы», «Звезда Соломона», «Сашка и Яшка. Про прошлое», «Пегие лошади. Апокриф», «Последние рыцари», «Царский писарь», «Волшебный ковер», «Лимонная корка», «Сказка», «Песик-Черный Носик», «Однорукий комендант», «Судьба», «Золотой Петух", "Дочь великого Барнума», «Ю-ю», «Пуделиный язык», «Синяя звезда», «Звериный урок», «Инна», «Тень Наполеона», «Ночная фиалка», «Пунцовая кровь», «Светлана», «Памяти Чехова», «Юг благословенный», последним из них является «Париж интимный».
Все произведения являются послереволюционным творчеством писателя, каждое было создано уже по отъезду из России. Александр Иванович начал печатать много публицистических произведений, Саша Черный прокомментировал это выражение легендарным высказыванием "сменил кисть художника на шпагу публициста". Однако Куприн, несмотря на пребывание в Париже, черпал вдохновение из воспоминаний о Москве (до 1917 года), поэтому в сборнике присутствует и тяга к прошлому Родины, и новое настоящее писателя — Европа и иммиграция. Сборник позволяет посмотреть на то столетие глазами автора, как писал сам Куприн: «Почти все мои сочинения — моя автобиография. Я иногда придумывал внешнюю фабулу, но канва вся из кусков моей жизни».

Критики о сборнике:
Несмотря на то, что в сборнике ярко представлены особенности творческой манеры Куприна, "Париж интимный" можно считать недооцененным по степени внимания со стороны критиков. В то же время показательной можно назвать характеристику Л. А. Скубачевской, приведенную в исследовательской работе «Специфика неореализма А. И. Куприна». Исследователь пишет о рассказе «Звезда Соломона» так: «Эксперимент, поставленный Куприным, показал, что человек — игрушка в руках невидимого оператора. Даже если человек случайно получает власть над случаем, он не годится на роль хозяина судьбы»
Также  Елена Погорелая в интервью для Labirint'а назвала роман "Жанета" из сборника "промежуточным звеном" между Лолитой и Козеттой, а также добавила, что Куприн "безусловно наследует «Отверженным»".
Автобиографичность произведений:
В романе "Колесо времени", включенном в сборник, Куприн, по мнению Татьяны Каймоновой, автора "Купринской энциклопедии", впервые упоминает собственного отца:  «По отцу я, видишь ли, добрый спокойный русопет, вроде ярославского телка…».
Цитаты:
"– А главное-то ваше горе, славный кавалерист Тулубеев, заключается в том, что при нынешнем ходе войны рейд уже становится невозможным и немыслимым. Я скажу даже больше: всего через месяц, через два кавалерия начнет быстро уходить, исчезать, обращаться в пепел и в прекрасное героическое рыцарское воспоминание. Нет для нее ни размаха, ни места, ни задач. Подлая теперь пошла война, а в будущем станет и еще подлее. Уже теперь пропал пафос войны, пропала ее поэзия и прелесть, и никогда уже не родится поэт, возвеличивающий войну, как возвеличил ее Пушкин в своей «Полтаве». Мы с вами, Тулубеев, последние рыцари"
"Делал однажды смотр Николай Павлович лейб-гвардии сводной роте, назначенной в почетный караул к германскому королю. Человек к человеку бьли подобраны. Все трынчики, ухорезы. Так вот подошел государь к правому флангу, пригнулся чуть-чуть и смотрит вдоль фронта. А уж, сами понимаете, каков строй: ружье в ружье, кивер в кивер, нос в нос. Усы у всех ваксой с салом начернены, сбоку поглядеть — одна черная полоса во всю длину. Посмотрел, посмотрел государь минуты с три, но потом выпрямился и изволил глубоко вздохнуть. Тут рядом, позади, находился приближенный генерал, Бенкендорф, так осмелился спросить: «Дышут, ваше императорское величество?» А государь ему с прискорбием: «Дышут, подлецы!»"
"Опять наши глаза сошлись в улыбке. Я думаю, что ничто так не соединяет людей, как улыбка. И не с улыбки ли начинается каждая истинная любовь?"
"Почему наиболее счастливые браки заключаются во вдовстве или после развода? Почему Шекспир устами Меркуцио сказал: «Сильна не первая, а вторая любовь»?"
Издания:
Художественная литература, год выпуска 1985, "Избранные сочинения", в серии "Библиотека классики";
ЭКСМО, год выпуска 2006, в серии "Русская классика";
Нобель Пресс, год выпуска 2011;
Т8 RUGRAM, год выпуска 2018;
1. ↑  Скубачевская. Специфика неорилизма Куприна // ХАРЬКОВСКИЙ НАЦИОНАЛЬНЫЙ УНИВЕРСИТЕТ ИМЕНИ В.Н. КАРАЗИНА. Архивировано 11 июня 2021 года.